# Microserica nigra
Microserica nigra är en skalbaggsart som beskrevs av Brenske 1898. Microserica nigra ingår i släktet Microserica och familjen Melolonthidae. Inga underarter finns listade i Catalogue of Life.